# 坪内悟
坪内 悟（つぼうち さとる、1974年12月10日 - ）は、日本の俳優、放送作家、パーソナリティ、ラジオディレクターである。タイムリーオフィス所属。

## 概要
映画監督に憧れ、武蔵工業大学付属中学校・高等学校（現東京都市大学付属中学校・高等学校）在学中に映画サークルを設立するものの、演じる側に興味を持ち始めて、1994年に東京理科大学経営学部に入学すると演劇部に入部、俳優を志すようになる。
その後1997年に新宿コマ劇場の森進一特別公演『愛果てしなく』に出演。この時、同時に杉田かおるの付き人を経験。
1998年にニッポン放送入社。制作部のディレクターとして『高田文夫のラジオビバリー昼ズ』や『オールナイトニッポン』などを担当。2001年に退社し（直後に『笑っていいとも!』の「ご先祖さまはエライ人」コーナーに坪内逍遥の子孫として出演）、文学座付属演劇研究所に入所、本格的に俳優活動を開始。
2009年より放送作家業も始め、超!A&G+の『能登麻美子・地球NOTE』、や川久保秀一のライブイベント『青山音楽倶楽部』、NHK-FM『今日は一日“戦後歌謡”三昧』『miwa Presents ミューズノート』『ミューズノート by Little Glee Monster』、テレビ朝日の『LoGiRL』、AbemaTVの『AbemaWaveサタデーナイト』などの構成を務める。2023年よりラジオディレクター業にも本格復帰し、ミュージックバード『あの頃青春グラフィティ』などを担当。かわさきエフエム『平成POPオヤジーズ』では自身がパーソナリティーも務めた。また、朗読公演の演出・舞台監督などもしている。

## 来歴・人物
東京都世田谷区出身。身長172cm、体重80kg。血液型A型、東京理科大学経営学部経営学科卒業。元ニッポン放送ディレクター。愛称は「つぼる」。
資格は剣道二段。趣味はB級グルメ探索、散歩、写真、マトリョーシカ絵付け。
観世流能を習っていたことも。

## 出演

### テレビドラマ
- 八つ墓村 （2004年） - 農民の鉄 役
- 日本の歴史 - 関ヶ原の戦い 東軍使番 役
- 行列のできる法律相談所（2011年） - 再現VTR出演
- ティッシュ。 第6〜8話 - 山本刑事 役
- あの日にかえりたい〜東京キャンティ物語 - ラジオミキサー：堀井 役
- CHANGE 最終話 - TVレポーター 役
- ブスの瞳に恋してる 第10話 - AD 役
- アマルフィビギンズ
- タイムスクープハンター 第2シーズン 第1話「室町飢饉救援隊」（2010年） - 梶原藤次郎 役
- ギルティ 悪魔と契約した女 - 介護士 役
- タイムスクープハンター 第3シーズン 第1話「のろしを上げよ!」（2011年） - 志古夫 役
- ドクロゲキ2 （2012年） - 合コン客 役
- 超再現!ミステリー 「ミステリなふたり」（2012年[2]） - 間宮刑事 役
- 踊る大捜査線 THE LAST TV サラリーマン刑事と最後の難事件 - ホテルマン 役
- 赤川次郎原作 毒<ポイズン> 第6話 - 雑誌記者 役
- 勇者ヨシヒコと悪霊の鍵 第5話 - ひげとり先生 役
- タイムスクープハンター 第5シーズン 第1話「賄賂 談合 江戸の闇を暴け!」（2013年） - 伊勢屋 役
- 相棒 第12シーズン 第15話「見知らぬ共犯者」 - 舞台演出助手 役
- BS朝日 ザ・ドキュメンタリー「天才落語家・立川談志 〜異端と呼ばれた男の素顔〜」（2016年） - 柳家小さん (5代目)役
- 放送禁止「ワケあり人情食堂｣  - トクさん 役
- 痛快TV スカッとジャパン（2017年）
- NHK-BSプレミアム 業界怪談「登山業界編」（2020年）- 竹内 役
- 御手洗家、炎上する　(2023年) - コメンテーター 役

### 映画
- 笑の大学（監督：星護） - 浅草の新聞売り 役
- 鉄人28号（監督：冨樫森）
- Monja（2005年、監督・原作・主演：大仁田厚）
- HK 変態仮面（監督：福田雄一） - そば屋のオヤジ 役
- 管材屋の唄（2013年、監督：多胡由章） - 加藤 役 ※小津安二郎記念蓼科高原映画祭短編映画コンクール2013準グランプリ
- 劇場版タイムスクープハンター（監督：中尾浩之） - 人身売買ブローカー 役
- 恋する河童（2014年、監督：井上博貴） - 顧問の先生 役
- まなざし（2015年、監督：戸田彬弘） - 井上和明 役
- 風呂屋の御主人（2021年、監督：石出裕輔） - 倉塚一郎 役
- 編集霊 deleted（2022年、監督：千葉誠治） - 切山監督 役
- 消えない灯り（2023年、監督：井上博貴） - 面接官 役
- ドラレコ霊（2024年、監督：千葉誠治）[3] - ホテル管理人 役
- においが眠るまで（2024年、監督：東かほり） - 種岡松風 役
- 内定代行（2025年、監督：千葉誠治）[4]

### Webドラマ
- 雨の出逢い坂 4話 『ラブ☆スタ ～ハイオク満タンで～』 - 浜本貴志 役
- 小芝居チャンネル（作・演出：浜口寛子）

### DVD
- 2ちゃんねるの呪い4「こわいものクラブ」（監督：永江二朗） - 騙される教師 役

### バラエティ
- 森田一義アワー 笑っていいとも!（2001年）
- 好きになった人13（2015年）

### ミュージックビデオ
- 椎名林檎『神様、仏様』（監督：児玉裕一） - 数珠の虚無僧 役

### CM
- 日本コカ・コーラ『冷やしジョージア』「おつかれ、男たち・夏」編 - メイン出演
- オリックス生命『新・キュア』「街頭演説」編
- 日本コカ・コーラ『コカ・コーラ』 スタンプボトル篇
- カラダボディマジック - 体験モニター
- ミクシィ『モンスターストライク』　5周年「ヤバババーンを知る」編
- 山佐『ニューパルサー28周年記念ムービー』
- クボタ「クボタが描く未来　大空間ピュアウォッシャー技術」編

### ラジオドラマ
- ニッポン放送　令和3年度　文化庁芸術祭参加作品　ラジオドラマ『音の無い世界へようこそ！』（2021年11月21日放送） - 父親 役

### ナレーター・声の出演
- CM『パチンコ大将軍』（ナレーション）
- 映画『巣鴨救急2030』（2017年：ナレーション）
- ドラマ『長く孤独な誘拐』（2004年：声の出演、主演：上川隆也）
- ドラマ『仮面ライダー555』（声の出演）
- ドラマ『株価暴落』（声の出演）
- 映画『県庁の星』（声の出演）
- 映画『S -最後の警官- 奪還 RECOVERY OF OUR FUTURE』（声の出演）
- CM『ナチュラグラッセ　スキントリートメント ファンデーション』（2020年：ナレーション）
- Web CM『おねがい社長！』リリース1周年記念・小倉ゆうかコラボ編（2021年：声の出演）
- ハトのマークの引越センター Webドラマ（2023年：声の出演）

### 舞台
- 新宿コマ劇場 森進一特別公演『愛果てしなく』（1997年）
- 文学座付属演劇研究所『わが町』（作：ソーントン・ワイルダー / 訳：森本薫 / 演出：岩村久雄、2002年）
- 文学座付属演劇研究所『女の一生』（作：森本薫 / 演出：戌井市郎、2002年）
- 文学座付属演劇研究所『僕の東京日記』（作：永井愛 / 演出：坂口芳貞、2003年）
- KERA MAP#02『青十字』（作・演出：ケラリーノ・サンドロヴィッチ、2003年）
- ビバノン『クラチョフさんは印度人』（作・出演：かわら長介 / 東野ひろあき、2004年）
- Oi-scale『サイゴ』（作・演出：林灰二、2005年）
- 回転OZORA『ORANGE68%』（作・演出：村上秀樹、2006年）
- 回転OZORA『Nightbird』（作・演出：村上秀樹、2006年）
- 回転OZORA『喧騒浜茶屋凪日記』（作・演出：村上秀樹、2006年）
- 『ミランダ、あるいはマイ・ランド』（演出：眞鍋卓嗣（俳優座）、2007年）
- 『東京俳優市場二〇〇七　冬の陣』（2007年）
- 回転OZORA『E.S.P. 〜especially seven presents〜』（作・演出：村上秀樹、2008年）
- 時間堂『smallworldsend』（演出：黒澤世莉、2009年）
- ttkプロジェクト（てにどう）『ディア・パーヴロヴィチ』（作・演出：工藤剛士、2009年）
- てにどう『オール・アバウト・ラヴ』（作・演出：工藤剛士、2009年）
- オフィスインベーダー『ヘルプマン!』（脚本・演出：なるせゆうせい、2010年）
- シグナルズ『LOST PRINCESS』（作・演出：大山鎬則、2010年）
- TBS主催『ジャンヌ・ダルク』（作：中島かずき / 演出：白井晃、2010年）
- KAKUTA『グラデーションの夜』（脚色・演出：桑原裕子、2011年）
- トレランス『アセンション日本』（作・演出：上杉祥三、2011年）
- ビタミン大使ABC『ヒポクリティカル・アイランド』（作・演出：宮川賢、2012年）
- 『タクシードリーマーズ』（2013年） ※公演中止
- KAKUTA『ショッキングなほど煮えたぎれ美しく』（作・演出：桑原裕子、2013年）
- KAKUTA『アイロニーの夜』（脚色・演出：桑原裕子、2013年）
- ny企画『恋のエレクション』（作・演出：井上博貴、2014年）
- 演劇ユニット「インスピッ!!」『BGにつぐ』（作・演出：亀田真二郎、2016年）
- オフィスインベーダー『ヘルプマン!　監査編』（脚本・演出：なるせゆうせい、2017年）
- 映劇『THE STAGE ラッキードッグ１　first luck＋』（演出：鄭光誠、2018年） - ホーナス・オサリバン 役
- 『わたしの、領分』（作・演出：松澤くれは、2018年）
- 『最遊記歌劇伝-Darkness-』（脚本・演出：三浦香、2019年） - 蒼真道士 役
- 自転車キンクリートSTORE『本日はご来店ありがとうございます！』朗読「葉桜」（作・演出：飯島早苗、2019年）
- Alexandrit Stage『CHICACO』（作：益永あずみ　演出：野口大輔、2021年）
- Alexandrit Stage『CHICACO2』（作：益永あずみ　演出：土田卓、2021年）
- 劇団papercraft『Momotaro』（作・演出：海路、2022年）
- カンムリプロデュース『ブラッド・ラバーズ』（作：益永あずみ　演出：高野亜沙美、2022年）
- ニッポン放送 × ノーミーツ『あの夜であえたら』（作・演出：小御門優一郎　2023年）
- ヤングエイジ・プロデュース『Life Shot』（作：黒木崎六九　演出：たかのあ茶み、2024年）

### ラジオ・ポッドキャスト
- アール・エフ・ラジオ日本『宮川賢のおはよう!スプーン』レポーター（2010年）
- ポッドキャスト『たいむりぃっすん!』プロデュース、ディレクター、パーソナリティー（2008年 - ）
- ポッドキャスト『オケラジ! 月曜』（オケタニイクロウ・小松君和と）パーソナリティー（2005年 - 2008年）
- ポッドキャスト『101匹mixiちゃん。』（オケタニイクロウ・吉橋航也と）パーソナリティー（2009年 - 2012年）
- HillsideFM（代官山インスタレーション2011グランプリ作品）パーソナリティー・ディレクター（2011年）
- かわさきエフエム『平成POPオヤジーズ』パーソナリティー・構成・ディレクター（2013年4月 - 2023年9月 ）(2018年4月 - 2019年 ラジオ成田でも放送)

### イベント
- 『出張版!声優グランプリsupported by イオンシネマ Vol.1　金田朋子ができましたぁ〜VS明坂聡美のどうぶつずかん　〜ふたりで真面目にトークイベントやってみました（震え声）〜』 - 構成・MC
- ミステリーファイトクラブvol.4 アリーナ家の狼2 〜魔女の棲む館（2013年） - プレイヤー
- オケラジトークライブ　トークゲスト

### 書籍モデル
- 『珈琲日記』催川涼（2002年6月、新風舎　ISBN 4-7974-1985-7） - 表紙モデル
- 『「笑の大学」の創り方』ぴあ
- 『タイムスクープハンター　OFFICIAL BOOK』学研
- 『伝説の書II 勇者ヨシヒコと悪霊の鍵』SDP

## スタッフ業

### 放送・構成作家

#### 番組構成
- 超!A&G+『能登麻美子・地球NOTE』（2009年10月〜2013年3月）出演：能登麻美子
- 超!A&G+『能登麻美子のSay!You Young』出演：能登麻美子
- ニッポン放送『ShameのPandora's Box』（ディレクター兼）
- NTTドコモ「メロディコール」
- かわさきFM『平成POPオヤジーズ』（2013年4月〜）
- Ustream『a-nationTV』（2014年8月13〜20日）出演：nico・落合隼亮
- GYAO!『Live Talk』　出演：荘口彰久・FTISLAND
- NHK-FM『今日は一日“戦後歌謡”三昧』（2015年）出演：加賀美幸子・柳亭市馬　ゲスト：立川志らく・中村メイコ・永六輔・弘兼憲史・北原照久
- GYAO!『Live Talk』　出演：荘口彰久・篠崎こころ・新ユウユ・浅川琴音（2015年）
- NHK-FM『真夏の夜の偉人たち　テレサ・テン〜歌姫の孤独』　出演：関川夏央・加賀美幸子（2015年）
- テレビ朝日LoGiRL『LinQのしゃべらんと知らんよ』・『LinQのしゃべりすぎても知らんよ』（2015年～2016年）
- テレビ朝日LoGiRL『さくら学院の放課後！学んdeマンデー！』（2015年～2017年）
- NHK-FM『音楽熱中倶楽部2016』　出演：弘兼憲史・北原照久・近藤サト
- NHK-FM『今日は一日“戦後歌謡”三昧』（2016年）　出演：加賀美幸子・柳亭市馬　ゲスト：都倉俊一・村松友視・太川陽介・東京大衆歌謡楽団
- AbemaTV『AbemaWaveサタデーナイト』（2016年～2017年）
- 映画『少女』劇場用予告編（2016年）
- NHK-FM『今日は一日“戦後歌謡”三昧』（2017年）　出演：加賀美幸子・島田源領・柳亭市馬　ゲスト：五木寛之・東京大衆歌謡楽団
- NHK-FM『miwa　Presents ミューズノート』（2019年4月〜12月）
- NHK-FM『ミューズノート by Little Glee Monster』（2020年1月〜4月）

#### イベント構成
- ライヴ『AOYAMA音楽倶楽部』 - イベント構成　出演：木根尚登・井上昌己・川久保秀一（2010年7月）
- ライヴ『AOYAMA音楽倶楽部vol.2』 - イベント構成　出演：木根尚登・浅岡雄也・松井五郎・川久保秀一（2011年2月）
- 『出張版!声優グランプリsupported by イオンシネマ Vol.1　金田朋子ができましたぁ〜VS明坂聡美のどうぶつずかん　〜ふたりで真面目にトークイベントやってみました（震え声）〜』 - イベント構成およびMC（2013年10月）
- Ustream『Ustream大賞2014』 - 配信およびイベント構成　 MC：nico（2015年2月）
- Ustream『Ustream大賞2015』 - 配信およびイベント構成（2016年1月）
- 白夜書房主催　はちみつロケットトークイベント - イベント構成　出演：はちみつロケット　ゲスト：徳井健太（平成ノブシコブシ）　MC：小野恵美（2019年3月）
- Little Glee Monster　6周年記念配信イベント - 配信およびイベント構成（2020年）
- Little Glee Monster Arena Tour 2021 “Dearest” 日本武道館公演オンライン配信 - ドキュメンタリーパート構成（2021年2月）
- 『KADODEフェス2021』 - イベント構成　出演：當山みれい・川崎鷹也・Novelbright・瑛人・Little Glee Monster・清水翔太　MC：堀井美香（2021年3月）
- ukka　新メンバーオーディション『Brand New ukka！～令和のシンデレラ誕生！？～』構成（2021年6月～9月）

### 演出
- アイドル朗読会2016 出演：Chu-Z・WenDee・東京CuteCute・amorecarina
- 劇ドル 旗揚げ公演 出演：Chu-Z・WenDee・東京CuteCute・amorecarina
- 劇ドル 第2回公演 出演：Chu-Z・WenDee・東京CuteCute・amorecarina

### ラジオディレクター
- ニッポン放送ディレクターとして『高田文夫のラジオビバリー昼ズ』『RIZEのオールナイトニッポン.com』など担当
- かわさきエフエム『平成POPオヤジーズ』（2013年4月 - 2023年9月）(2018年4月 - 2019年はラジオ成田でも放送)
- ポッドキャスト『たいむりぃっすん！』(兼 総合プロデューサー)
- YouTube 『Little Glee Monster かれんの Radio O.A.O』
- ミュージックバード『あの頃青春グラフィティ』（2023年4月 - ）MC:岡野美和子
- ミュージックバード『＠FRIDAY!』（2023年10月 - ）MC:栗山圭介・内田ゆめ（Merci Merci）

### 文筆
- 『オリコン・ウィーク The Ichiban』連載（ニッポン放送ディレクターとして）
- 『宝島』
- Webマガジン『Proof Reader』
- Webマガジン『ダンラク』

### チラシデザイン
- 東京俳優市場（第1回「2007」〜「2012年冬」）
- Voice Collection（朗読公演）
- Story Box vol.14（朗読公演）
- RO-DOKU音戯草子2010  99のなみだ〜涙が心を癒す朗読会（朗読公演）

### 舞台監督
- RO-DOKU 音戯草子（2010～2014）演出：きたむらけんじ・佐藤秀一・ほさかよう他
- RO-DOKU 音戯草子inホワイトチャペル（2017） 演出：伊藤マサミ